# Los Comitanos
Los Comitanos, también conocidos como El Comité, es un grupo literario integrado por escritores que colaboran con la revista El Comité 1973. El lema del grupo es: "crear y difundir textos literarios con el propósito de acrecentar la cultura de las personas alrededor del mundo". El nombre Los Comitanos, viene de la publicación en la que colaboran los integrantes del grupo, y hace referencia a un comité editorial.

## Historia
El 30 de julio de 2012 se publicó la primera edición de "El Comité 1973" luego de su fundación por Meneses Monroy. Desde entonces, un número creciente de artistas se han ido incorporando al grupo que publica dicha publicación. Entre ellos se encuentran Guadalupe Flores Liera, Claudia Hernández de Valle Arizpe, Daniel Olivares Viniegra. En el grupo también están representados artistas visuales como Almendra Vergara y Elsa Madrigal.

## Enlaces web
Entrada (La Enciclopedia de la Literatura en México)